# Freddy Decloedt
Freddy Decloedt (Kortemark, 21 juni 1944 - Bredene, 4 juli 2006) was een Belgisch wielrenner die tussen 1967 en 1970 als beroepsrenner actief was. Zijn grootste overwinning was Kuurne-Brussel-Kuurne in 1969.